# Dikirion i Trikirion

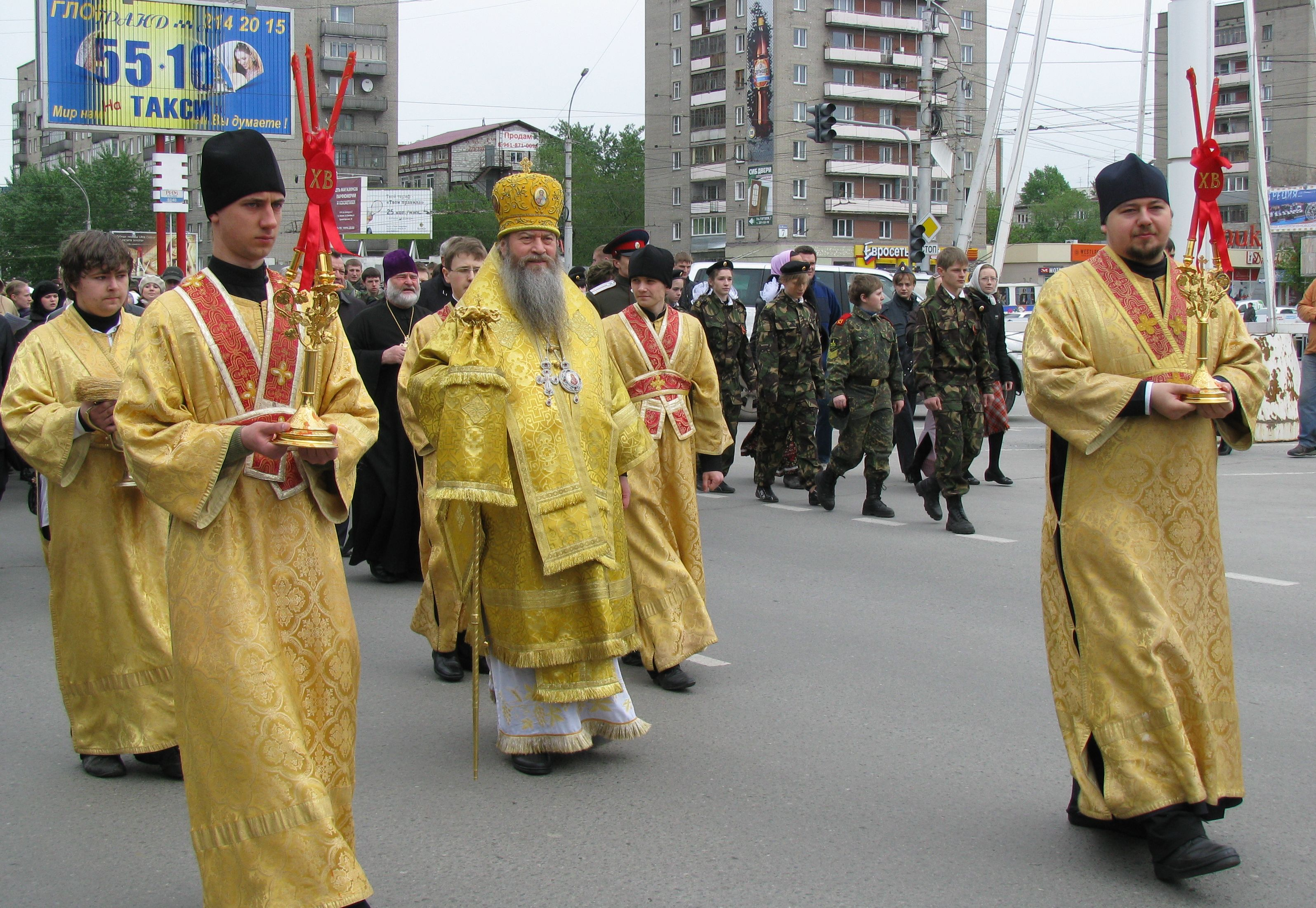
Hipodiakon niosący dikirion (po prawej) oraz trikirion (po lewej)

Dikirion (dikerion gr., δύο dwa – kéros, kerion – świeca) i Trikirion (gr. τρικήριον, τρίκηρον)  – przenośne świeczniki używane w uroczystych liturgiach Kościołów obrządku wschodniego podczas błogosławieństwa. Dikirion jest świecznikiem dwuramiennym, a trikirion trójramiennym. Biskup trzymając w lewej ręce dikerion a w prawej trikerion błogosławi nimi wiernych. 
- Krzyżujące się świece w dikirionie symbolizują dwoistość natury Chrystusa[5]. Świecznik z uchwytem, trzymany w lewej ręce, często był srebrzony lub złocony oraz ozdabiany kłosami zboża, gałązkami lub winną latoroślą[1].
- Trzy krzyżujące się[4] świece w trikirionie symbolizują Trójcę Świętą[5].